# TAPPI Journal
Das TAPPI Journal (TJ) ist eine wissenschaftliche Fachzeitschrift, die von der Technical Association of the Pulp and Paper Industry (TAPPI) herausgegeben wird. Die Zeitschrift ist das führende Veröffentlichungsmedium der Papier- und Zellstoffforschung in Nordamerika.